# 葵千恵
葵 千恵（あおい ちえ、1989年6月10日 - ）は、日本のAV女優。BELLTECH PRODUCTION所属。

## 略歴・人物
2015年5月にAVデビュー。

## 出演作品

### アダルト作品
- ド変態過ぎる元CA人妻 葵千恵 32歳 AVデビュー 70歳の旦那と毎日セックス+αセフレ3人と日替わりでセックスしても欲求不満な性豪人妻（5月13日、プレステージ）
- 「『そんなに見つめないで…』目を合わせるのも恥じらう専業主婦は男が目隠しをした途端に発情を抑えられずヤりたがる」 VOL.1（5月21日、DANDY）
- 断わりきれないパートさんのいる喫茶店（6月18日、グローリークエスト）
- ザ・面接 VOL.145 今日はヤリマンの日か 穴の数が多すぎる（6月20日（レンタル）8月28日（セル）、アテナ映像）
- 良質な人妻と、サシ飲み性交。vol.01（7月1日、プレステージ）
- 私、実は夫の上司に犯され続けてます…（7月13日、溜池ゴロー）
- セックス謝罪会見 日本の謝罪会見はここまで来た!? 謝って済む問題か!!性意を見せろ!!（8月1日、MAGIC）
- 熟れたボディのバツイチ美女・愛液滴るお籠りSEX 「わたし…先週まで奥さんだったんです…」（8月13日、オーロラプロジェクト）
- 元祖素人初撮り生中出し 234 リク◎ート女子社員 葵さん 25歳（8月15日、プラム）
- ハプニング近親相姦!「オシッコ中に虫が!」オマ○コ丸出しのまま慌ててトイレを飛び出した姉が弟の目の前で恥ずかし過ぎるお漏らし!!（8月28日、ナチュラルハイ）
- ようこそ催淫(アブナイ)世界へ 20 AV女優たちの本音 ガチSEX全記録（9月24日（レンタル）、11月27日（セル）、アテナ映像）
- ホントは無理矢理マワされたのにヤツらに脅されピース写真を撮られた妻（11月7日、JET映像）
- パンツとおっぱいが楽しめる、贅沢パンチラ 番外編（11月25日、アロマ企画）
- 撮影現場のカメラの前でおしっこをするAV女優 2（12月3日、グローリークエスト）
- 強制AVデビュー（12月4日、光夜蝶）※「みいな」名義
- 人妻廃業（12月4日、NON）
- 夫に抱いてもらえず抑えきれない性欲が…ママ友たちの人妻レズ 2（12月15日、ピーターズ）

- フリーダム的 M男圧迫面接（1月5日、フリーダム）
- 町内会でデカチン少年に寝取られた僕の妻（1月8日、ROCKET）
- 超高級巨乳秘書（1月8日、ケイ・エム・プロデュース）
- 膝上25cmのタイトミニ、気持ちよすぎる腿コキ 5（1月13日、アロマ企画）
- エステにおけるオイル手コキ 3（1月13日、アロマ企画）
- 即ハメ!! 14（1月25日、セレブの友）
- WニューハーフのデカマラをW痴女が焦らし寸止めで虐め抜く 2（2月4日、グローリークエスト）
- レンタル若妻～あなた好みの若妻に1日なにしてもいいのよ～（2月12日、ケイ・エム・プロデュース）
- 美脚OLのストッキング嬲り（3月5日、フリーダム）
- 患者のアナルを剃毛してべろんべろんに嘗め回すナースのお仕事（3月13日、アロマ企画）
- 欲求不満な美人の母さんが、隠れて変態自慰をしていたのを偶然に発見！僕に見つかって一瞬空気が固まったけど、母さんから僕に近親プレイを求め持て余している性欲を僕の巨根を使って発散し、干からびるほどザーメンを絞り摂られた僕。（4月1日、NON）
- 体罰女教師（4月5日、フリーダム）
- 罵倒地獄 SEX下手な男がSEX中に言われた言葉（4月5日、フリーダム）
- 恥ずかしさと快楽の狭間で崩れる貞操…玩具責めでイカされる人妻4時間（4月13日、溜池ゴロー）
- カフェやオフィスで試飲と称して媚薬入りドリンクを人妻に飲ませたら突然発情！我慢出来ずに所かまわずイキまくる!!（5月1日、プレステージ）
- ニオイを感じる 足裏 2（5月5日、フリーダム）
- 厳選美熟女が魅せる自画撮り指ズボオナニー（5月19日、グローリークエスト）
- 田舎の親戚の若いのまるごと全員に種くばり（6月1日、ZUKKON/BAKKON）
- 奴隷ROOM Second 05（6月27日、MAD）
- 人妻たちの受精撮影会 真正中出し乱交パーティー（6月25日、モブスターズ/妄想族）
- 全裸！淫語！変態！とにかく明るい女子アナ（7月7日、ROCKET）
- ヘンリー塚本 エクスタシー ふまじめな好き者女 余命1年・スリリングでワイセツな日々…（7月13日、FAプロ）
- HYPER DELICIOUS AWABI vol.15 捜査局エリート管理官の女 無惨!! 煉獄の悦虐絶頂淫躯（7月19日、BabyEntertainment）
- 愛と肉欲の近親相姦8時間40人（7月19日、婦人社/エマニエル）
- 敏感な勃起乳首を舐めるレズ 9（7月19日、ゑびすさん/妄想族）
- バーチャル淫語 高速ピストンマン汁垂れオナニー 2（7月19日、ゑびすさん/妄想族）
- 猥褻 MODELS 本当にスケベな女ばかりの下着モデル（7月25日、デジタルアーク）
- 綺麗なお姉さんとの汗びっちょりになるほどの肉弾性交4時間てんこ盛り 4（8月5日、NON）
- テコパ 手コキパーティー 潜入撮影成功 手コキマニアな肉食スケベ女子15人（8月7日、デジタルアーク）
- パンチラ株式会社 2（8月7日、デジタルアーク）
- groovin’ DANCE CRAZY パンチラダンス 超ミニスカお姉さん2（8月25日、デジタルアーク）
- おま●こ取扱説明書（9月1日、グレイズ）
- 舐め廻しレズSEX（9月1日、ゑびすさん/妄想族）
- 美女限定!! 口(くち)マ○コ姫（9月13日、天真乱マン/HERO）
- ノンストップ即ハメ!! ベスト8時間（9月13日、セレブの友）
- 人妻・若妻のフェラチオ！30人4時間（9月13日、溜池ゴロー）
- 寝取られ人妻レズビアン～女房の浮気相手は俺の愛人～（10月1日、U&K）
- 千恵×まい=ベロ全開レズ（10月1日、ゑびすさん/妄想族）
- 噂の女子社員が全員痴女の会社（10月25日、WEEKENDER）
- 禁断の人妻中出しSEX 30人4時間BEST（10月28日、ケイ・エム・プロデュース）
- アイツの会社のミニスカスーツOL達は、毎日手コキで抜いてくれるらしい 2（11月7日、WEEKENDER）
- パンチラ株式会社5 営業部ミニスカスーツOLのパンストパンチラ編（11月25日、デジタルアーク）
- 女子校生に癒されたい！オマ●コぴちゃぴちゃ指入れ自画撮りオナニー vol.02（12月1日、グレイズ）
- レズビアンジェラシー 湧き上がる嫉妬... 挑発と誘惑... 抑え切れない愛情…（12月1日、FAプロ）
- groovin’ ストリップダンス 2（12月7日、デジタルアーク）
- 母娘 近親相姦 嫁いだ娘の股ぐらの味・娘の夫に狂う義母（12月13日、FAプロ）
- ヘンリー塚本 やる ナマナマしい 男女生殖器合体結合映像（12月13日、FAプロ）
- 膣内射精(ナカダシ)ッ!! 8時間50人（12月19日、婦人社/エマニエル）
- 巨乳！揺れパイ美女50人8時間 2 ～弾けるおっぱい～（12月23日、ケイ・エム・プロデュース）
- キモおやじに舐め尽される人妻 ダメな従業員のオヤジにイカされる社長夫人（12月25日、ながえスタイル）
- 人妻交姦スワッピング性交 01（12月30日、MAD）

- レズ盗撮 ～ビアンの私が先輩を誘って隠し撮り～（1月1日、U&K）
- 生まれて初めての金蹴り 3 金玉ツブれたら死んじゃうんですよね？（1月5日、フリーダム）
- 穏やかに求め合う愛情SEX（2月1日、S-Cute）
- 尿道スローフェラ（2月13日、アロマ企画）
- 異常性欲 淫語まみれ！ど変態レズ色情狂い～潮吹き若妻×色狂い行かず後家～（2月13日、U&K）
- 女体監獄 オルガスムスに震える女たち（2月13日、FAプロ）
- 淫らな関係 義父と嫁（2月25日、ながえスタイル）
- feti072監督のヌケるレズビアン映像 01（3月1日、ゑびすさん/妄想族）
- （裏）手コキクリニック ～完全版～ 性交クリニック9 4時間×8性交SP（3月2日、SODクリエイト）
- 蛇舌接吻・淫語・体液まみれ！！潮吹き生唾レズビアン～牝体液依存症の女×若妻ど淫乱訪問ヘルパー～（3月13日、U&K）
- 男を誘惑するスケベな女にイカされたいッ！8時間（3月25日、セレブの友）
- 肌が綺麗な人ってSEX上手って本当ですか？（4月13日、S-Cute）
- 過敏な乳首 舐められて勃起する乳首レズビアン 2（4月19日、ゑびすさん/妄想族）
- 接吻姉妹 溺愛レズビアン 卑猥なクチビルと舌で愛し合う女同士の快楽（4月20日、ヒビノ）
- 身も心も満たす情熱的SEX KIRAY Collection 08（5月13日、S-Cute）
- 愛情に濡れて、淫情に溺れる。 KIRAY Collection 09（5月13日、S-Cute）
- 【顧客満足100％】究極のサービスがある風俗店を紹介！究極のサービス『ハメチオ』が売りの二輪車、三輪車は当たり前の中出しソープランド。（5月13日、EROTICA）
- 超舌(ちょうぜつ)！舐めまわしSEXベスト8時間（5月25日、セレブの友）
- 「あなた、ごめんなさい」旦那に罪悪感を感じつつも男を喰いまくる発情したヤリマン美人妻（5月26日、人妻花園劇場）
- 過敏な脚 足指まで感じ合うレッグレズ（6月1日、ゑびすさん/妄想族）
- 恥辱の生尻肛門調教 肛衆便所にされた人妻介護ヘルパー（6月13日、Fitch）
- 主人には内緒ですが、私、臭マラ好きな淫乱変態おばさんなんです。(アナル舐めも大好きです)（6月19日、ドグマ）
- 喪中の女 焦らしの禁断症状の果てに…（6月20日、STAR PARADISE）
- 意外とヤレる!! 家事代行サービスのおばさん（6月20日、STAR PARADISE）
- 喉ズボファック4時間（6月30日、NON）
- ヴァーチャル口臭嗅ぎ（7月1日、ゑびすさん/妄想族）
- 変態過ぎてバツイチになってしまったお下劣熟女（7月13日、センタービレッジ）
- 男と女が狂おしく燃える時 接吻（7月13日、FAプロ）
- ドスケベ痴女100人の強制快楽射精チ○ポ狩り（7月25日、セレブの友）
- 催眠RED 限界催眠 葵千恵 1 痙攣潮吹きエクスタシー（7月25日、催眠RED）
- 奴隷ROOM THE BEST vol.02（8月4日、MAD）
- 疼く身体を持て余し凸してくるDQN団地妻たちに強制勃起させられちゃった俺（8月10日、アキノリ）
- 人妻レズビアンBEST4時間（8月13日、U&K）
- 催眠RED 限界催眠 葵千恵 2（8月25日、催眠RED）
- むかつく先輩の彼女をDQN返しで寝取っちゃった俺（9月7日、アキノリ）
- 人気熟女優達100名の唾液まみれ濃厚フェラチオ 厳選8時間（9月19日、婦人社/エマニエル）
- 接吻寝取られ・・2 ～社長に妻のくちびるが奪われた～（9月25日、ながえスタイル）
- 催眠RED 限界催眠 葵千恵 3（9月25日、催眠RED）
- 鬼才 滝口シルヴィア作品集 ～ど猥褻レズ狂い牝獣の饗宴～（10月13日、U&K）
- 美熟女レズ色情飼育 ～レズの館～（10月13日、U&K）
- 何があっても懸命に生きる 借金妻（10月13日、ながえスタイル）
- 女監督ハルナの素人レズナンパ116 豪華ナビ女優4名SP！友達同士で全裸ベロちゅー！レズ3P初体験！（10月15日、ピーターズ）
- 性欲過多な女たちの絶倫オナニーベスト（10月19日、ドグマ）
- 身動き取れず媚薬入り固定バイブに腰をがくがく痙攣させる人妻2 羞恥拘束したまま放置させたらイキまくった挙句、チ●ポをねだったので望み通り中出ししてやった（11月7日、かぐや姫Pt/妄想族）
- 本気汁！潮吹くレズビアンBEST4時間（11月13日、U&K）
- 人妻と2人っきりでAV鑑賞（11月20日、STAR PARADISE）
- 美熟女レズ卍 BEST4時間（12月13日、U&K）
- 接吻クレイジー 第二弾!!（12月13日、FAプロ）
- 過敏な乳首 舐められて勃起する乳首レズビアン 6（12月19日、ゑびすさん/妄想族）
- 口説けばヤレる!! 家事代行サービスのおばさん 240分スペシャル15名（12月20日、STAR PARADISE）

- セックス依存症という女の病い オナニー依存症という女の病い（1月13日、FAプロ）
- 不道徳 嫁いでも父が好き 父の濃厚な接吻が今でも忘れられない…（1月13日、ながえスタイル）
- 人妻に強制中出し孕ませSEX 300分！（1月26日、人妻花園劇場）
- 昭和女のエレジー憲兵隊に輪姦された2人の女 三国同盟に反対する政治家の妻と二重スパイの濡れ衣を着せられた第3帝国から来た秘密警察の女1940（2月8日、ヒビノ）
- ヘンリー塚本原作 近親相姦（2月13日、FAプロ）
- 敏感乳首だけでイケる美女（2月19日、ゑびすさん/妄想族）
- 超ド級変態！ゴージャス全裸セレブ妻たちのゴージャス全裸変態ホームパーティー（2月22日、ROCKET）
- 新・侵入者（3月23日、オルガ）
- ベロ唾液手コキフェチズム（4月1日、ゑびすさん/妄想族）
- 人妻2穴絶頂アナル3Pレズ 高級オイルエステ（4月15日、ピーターズ）
- 獣欲の館！レズ奴隷つき貸別荘（5月1日、U&K）
- 変態マゾ肛門おねだり淫語 V 生ポラ付き（5月4日、クリスタル映像）
- 青姦 ヌケるド迫力映像（5月13日、FAプロ）
- ごめんね、生徒のみんな 葵先生は恥辱のおむつプレイでアナルまで躾けられおまる便所に堕ちました。（5月25日、プレステージ）
- 人妻の喉を愉しむ 唾液ダダ漏れフェラチオ5時間（5月25日、人妻花園劇場）
- もう老人しか愛せない7 もうどうなってもいい…小さな村での逢い引き （5月25日、ながえスタイル）
- 熟女 ネコとタチ（6月13日、FAプロ）
- お色気P●A会長＆悩殺女教師と悪ガキ生徒会（6月21日、グローリークエスト）
- ザーメン搾りコレクション 超絶テクのフェラ＆極上の手コキ（6月22日、ケイ・エム・プロデュース）
- 先生、アナルも気持ちイイの…。～秘密の放課後レズビアン～（7月1日、U&K）
- 犬嗅ぎ娘7 臭いトランス ちえ編（7月26日、フェ血ス）
- 必ずできる生中出し制服デリバリーヘルス 5時間 2（7月27日、ケイ・エム・プロデュース）
- 女が女を襲う！女監督ハルナのレズ痴漢バス case.04（8月19日、レズれ！）
- 汗だく濡れ舐めレズビアン（9月1日、U&K）
- 困っている人を見るとほっとけない！！世話好き過ぎてなんでもしてくれちゃう隣の美人妻 4（9月14日、プレステージ）
- 禁断 義父と嫁の肉欲地獄（9月28日、新世紀文藝社）
- ヘンリー塚本 文句なくヌケる名作ポルノ 疼く夜いい女はソレを我慢できない（10月13日、FAプロ）
- ヘンリー塚本 不純の愛 110分間の抜ける有害図書（10月13日、FAプロ）
- 人妻レズフィスト 膣内侵犯エステ（10月15日、ピーターズ）
- 「あっ！ナマで入っちゃった！」オイル素股でマ○コにチ○ポを擦りつけてたら気持ち良すぎてヌルッと生挿入！！中出しSEXまでヤッちゃったデリヘル嬢たち 3（10月18日、グローリークエスト）
- 狂気のレズ拷問 ～オカシクなるまで絶頂させる女の残酷～ Episode02:聖職者昇天の壮絶！！白百合強制イキゴロシ（10月25日、BabyEntertainment）
- ヘンリー塚本 ナマナマしいファック 人生いろいろ（12月13日、FAプロ）
- 催眠凌辱 葵千恵 上巻（12月25日、催眠RASH）

- ザ・タブーセックス 布団の中でやらせてくれた兄嫁（1月25日、ながえスタイル）
- 催眠凌辱 葵千恵 下巻（1月25日、催眠RASH）
- ヘンリー塚本 ニッポンのワイセツ映像 女中哀歌（4月13日、FAプロ）
- 屈辱の男魂拷問M性感 ドマゾ女体化淫穴肉人形 Episode-2: 強制的に全身を性感帯にされて 狂乱の快楽地獄を彷徨う男たち（5月1日、BabyEntertainment）
- 乳首責めっ放し人妻レズエステ Vol.2 新性感開発オイルサロン（5月15日、ピーターズ）
- くすぐり死んじゃう!! もうヤメてぇ! 暴れまわるM男は許してもらえず 乳首とチ●コとアナルの同時責め。 つまり発狂しながらボクはイク。（7月1日、BabyEntertainment）
- 新・侵入者 ディレクターズカット版（10月11日、NAGIRA）
- ながえ監督が見せる「接吻寝取られ」（11月13日、ながえスタイル）

- 好みの男性は中高年のスケベなおじさん 葵千恵 ラスト（4月25日、ながえSTYLE）※単体ベスト

### 女性向けアダルト作品
- 頼れる男 ～上原千明～（8月15日、GIRL'S CH）
- 完璧な男 ～一徹～（9月7日、GIRL'S CH）
- ほっとけない男 ～一徹～（9月7日、GIRL'S CH）

- 北野翔太 Best collection vol.2（3月8日、GIRL'S CH）
- 一徹 Best collection vol.1（4月12日、GIRL'S CH）

### アダルト作品（無修正）
2016年
- ラフォーレ ガール Vol.77 野獣達の獲物 （10月5日、ラフォーレ ガール）
- マンコ図鑑 （10月28日、カリビアンコム）
- KIRARI 130 寸止め劇場 〜崩壊寸前のわたし〜（11月18日、ムゲンエンターテインメント）